# بيلينا

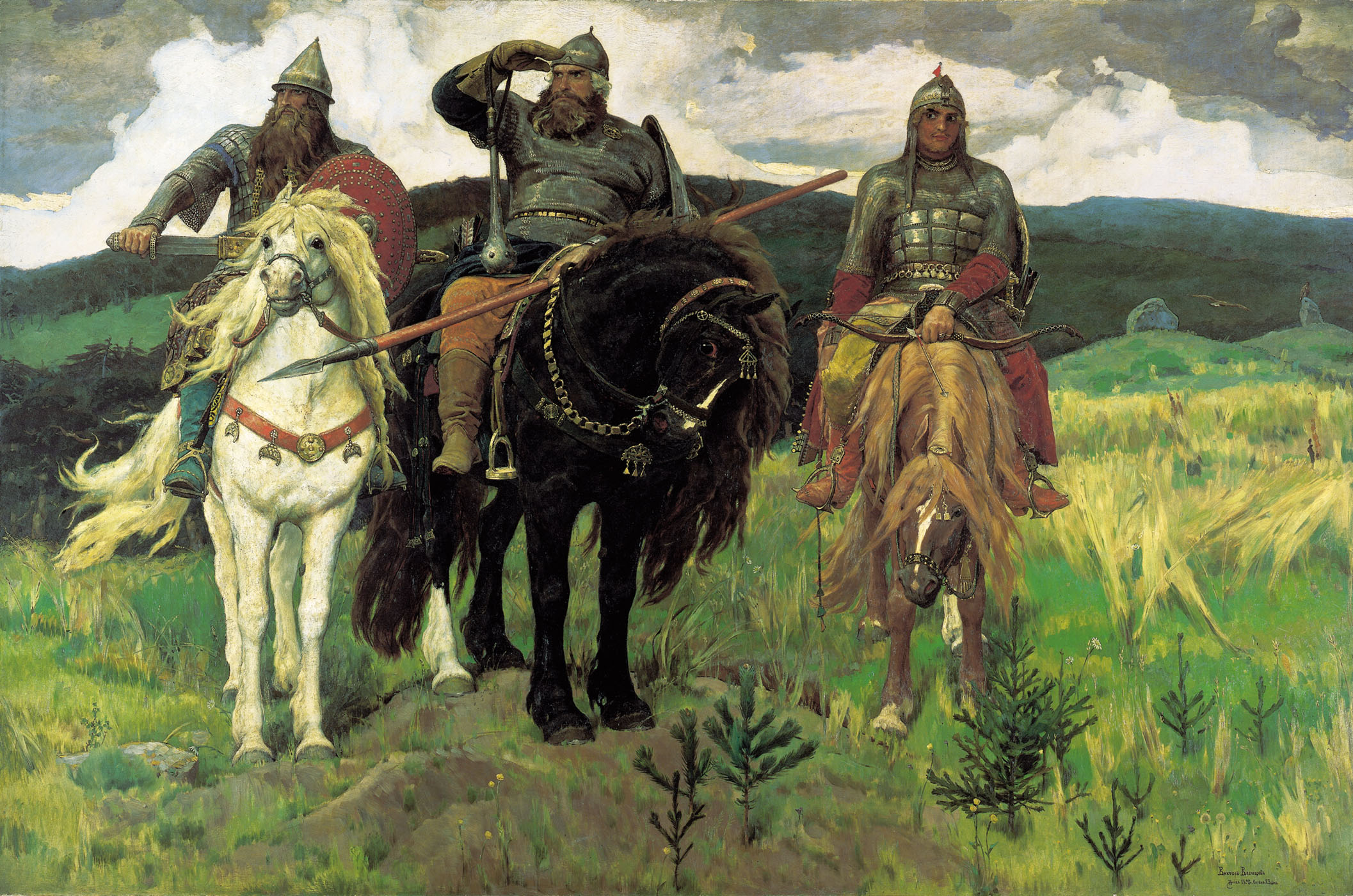

بيلينا (بالروسية: были́на، جمعها: были́ны، byliny) هي قصيدة أسطورية فلكلورية محكية باللغة السلافية الشرقية. تُبنى أغاني البيلينا مجازيًا على حقائق تاريخية، لكن تُنمق بالكثير من الخيال والمغالاة أثناء تأليفها. كلمة بيلينا مُشتقةٌ من صيغة الماضي لفعل «الكون» (بالروسية: быть، بنسخ الروسية: byt) وتنطوي على معنى «شيئًا قد كان». تُرجح نشأة المصطلح إلى الباحثين في التراث الشعبي الروسي؛ عام 1839، نشر إيفان زاخاروف، وهو أحد الباحثين في هذا المجال، مجموعة مُختاراتٍ من التراث الشعبي الروسي، عَنونَ أحد أقسامه «بيلينات الشعب الروسي»، الأمر الذي سبب رواج المصطلح. يعتقد العلماء اللاحقون أن زاخاروف أخطأ فهم كلمة بيلينا في افتتاحية حكاية إيغور وفهمها على أنها «قصيدة عتيقة». أطلق مغنو البيلينات الشعبية على هذه الأغاني مصطلح ستاريني (بالروسية: ста́рины، مفردها: ста́рина ، starina) أو ستارينكي (بالروسية: старинки) وتعني «قصص الأولين» (بالروسية: старый ، بنسخ الروسية: staryj).

## تاريخ
يعتقد معظم مؤرخي السلافية الشرقية والتراث الشعبي الروسي أن ظهور البيلينات بصفتها نوعًا أدبيًا كان خلال الفترة الكييفية، الواقعة في القرنين العاشر والحادي عشر؛ واستمر تأليفها حتى وقت قريب من وصول التتار في القرن الثالث عشر ودمار الحضارة السلافية الشرقية القديمة. تُدخِل البيلينات عناصر تاريخية عائدة لعدة عصور في قصصها. على سبيل المثال، يشير مغنو البيلينات إلى العديد من أعداء الشعب الكييفي بصفة تتار مع أن القصص الأصلية تشير إلى شعوب أخرى من السهب الأوراسي كانت متنازعة مع روس الكييفية. وتشير شخصية الأمير فلاديمير إلى «فلاديمير أسطوريّ» مُعمم عوضًا عن الإشارة إلى فلاديمير تاريخي محدد.
لعب مؤلفو المختارات الأدبية دورًا بارزًا في سرد البيلينات والحفاظ عليها. وساهم الكثير منهم بعد زاخاروف في تطويرها خصوصًا خلال القرن الثامن عشر. قضية كيرشا دانيلوف على سبيل المثال، الذي أنتج مجموعة تحتوي على سبعين بيلينا. ويُعتقد أنه استقى تلك البيلينات من عمال مناجم يعيشون في منطقة بيرم. قدمت أعمال المؤلفين التراثيين أولاء رؤًى في عملية انتقال التراث الأدبي الروسي من التركيز على مواضيع دينية إلى أدب دنيوي. يعود الفضل في النسخ الأولى من البيلينات إلى ريتشارد جيمس، رجل إنجليزي سافر إلى روسيا بين عامي 1617 و1619. وما زالت ستة النصوص التي استطاع تدوينها محفوظة في مكتبة بودلي في جامعة أوكسفورد.
كان هناك مترجم ألماني شهير للبيلينات ونُشرت أعماله دون الإفصاح عن هويته عام 1819. إجمالًا، استمر الاهتمام بالقصائد الأسطورية إلى نقطة أُرجعت فيها وثائق شاملة وواسعة المدى إلى مصادر تكاد تكون من كامل روسيا العظمى. ورغم الحفاظ على هذه الوثائق، لم يُنقل منها إلا بيلينات «روسيا الشمالية، مناطق أرخانغلسك، أولونيتسك، إقليم أونيغا، وأجزاء من سيبيريا» على نحو فعال إلى القرن العشرين، طبقًا لدراسة خان إت أل.

## مجموعات
بدأ تجميع البيلينات في روسيا منذ القرن السابع عشر؛ كانت تُنشر في البداية لغرض التسلية في هيئة صياغة نثرية. جمع القوقازي كيرشا دانيلوف البيلينات الأبرز من المجموعات الأوائل في إقليم الأورال لحساب مالك المطحنة بروكوفي ديميدوف في منتصف القرن الثامن عشر. في منتصف القرن التاسع عشر، سافر بافيل ريبنيكوف عبر إقليم بحيرة أونيغا واكتشف من جديد أن تقليد البيلينا، الذي كان يُعتقد أنه انقرض في وقتها، لا زال مزدهرًا بين فلاحي شمال شرق روسيا. علق ريبنيكوف في عاصفة على أحد جزر بحيرة أونيغا حيث سمع صوت بيلينا تُغنى؛ وتمكن من إقناع المغني بإعادة الأغنية وكتب كلماتها. تابع ريبنيكوف جمع عدة مئات من البيلينات، سجل جميعها من صياغات محكية، ونشرها من عام 1861 حتى عام 1867 في عدة مجلدات تحت عنوان أغانٍ جمعها بّي. إن. ريبنيكوف.
نشر جامع مؤثر آخر اسمه أليكساندر غيلفيردينغ، مجموعة عنوانها بيلينات الأونيغا جمعها إيه. إف. غيلفيردينغ في صيف عام 1871. أدخل تحسينات على عمل ريبنيكوف عن طريق نسخ البيلينات من الأداء الغنائي مباشرةً بدلًا عن نسخها من السرد المحكي. إذ إنه لاحظ اختلاف الإيقاع بين النسخ المغناة والمحكية، لذا طلب من المغنين أن يُطيلوا الوقوف بين الأبيات كي يتسنى له كتابة الكلمات من الأغنية نفسها. نظم مجموعته أيضًا حسب المغني بدلًا من تنظيمها حسب الموضوع وأدخل مقتطفات من السير الذاتية للمغنين مع أغانيهم، الأمر الذي أدى إلى التركيز على دور المغني في تكوين الأغنية. وفي أعقاب أعمال ريبنيكوف وغيلفيردينغ، بحث العديد من العلماء عن البيلينات في كل أصقاع روسيا الشمالية، وحصلوا عليها من شواطئ البحر الأبيض والأنهار المتدفقة ناحية الشمال.

## تصنيفات
هناك العديد من طرق تصنيف البيلينا، ويختلف العلماء على الطريقة الأنسب للاستخدام. يُفرّق علماء المدرسة الأسطورية بين البيلينات التي تتحدث عن أبطال «أكبر» وأبطال «أصغر» سنًا. يُشبه الأبطال «الأكبر سنًا» شخصياتٍ أسطورية، بينما يُشبه الأبطال «الأصغر» سنًا بشرًا عاديين. تُصنف المدرسة التاريخية البيلينات بناءً على الإمارة التي وقعت أحداثها فيها، كالكييفية والنوفغوردية ومراحل إمارة غاليسيا فولينيا. تعود نشأة البيلينات التي تتحدث عن العمالقة وأمثال ذلك إلى وقت بعيد قبل تأسيس الدولية الكييفية على الأرجح، ولا يمكن تصنيفها بناءً على الإمارة. غالبًا ما يتناول علماء المدرسة التاريخية البيلينات الأسطورية كلًا على حدة. يُصنف علماء آخرون البيلينات بناءً على مضمونها، ويشمل ذلك البطولية، القصص الخرافية، الروايات القصيرة، وبيلينات الأغاني الشعبية. يفضل معظم العلماء التصنيف حسب الإمارات.

## هيكلية
بسبب طبيعتها المتمثلة في قطعٍ مُغناة، يستخدم مغنو البيلينات جوهريًا بنية خطية وسهلة المتابعة. تتضمن هيكلية البيلينات عادة ثلاثة أجزاء أساسية، المقدمة والجزء السردي والخاتمة. تحتوي المقدمة في بعض الأحيان على بيت شعري لتجذب سمع الحاضرين. غالبًا ما تصف المقدمة أبطالًا جالسين في مأدبة حيث يُعطون مهمة أو يتجهزون للانطلاق في واحدة. ينسج الجزء السردي المغامرة باستخدام تفاصيل مبالغ فيها ومغالاة ليجعل القصة أكثر تشويقًا. وتشير الخاتمة إلى جائزة المهمة، وهي إما معنوية أو إشارة للبحر، بما أن البيلينات كانت تؤدى في محاولةٍ لتهدئة البحر. ولمساعدة الحضور على استيعاب القصة، استخدم المغنون «أسطر إشارة» للتمهيد للخطابات أو الحوارات، التي كان من شأنها أن توضح للحضور من يتحدث إلى من.

## موضوعات شائعة
تنطوي مشاهد البيلينات الشائعة على بطل يودّع أمه، يسرج حصانه، يدخل إلى قاعة مجلس، يتبجح، يغادر مدينة مجتازًا سورها، يذهب في رحلة، يستحث حصانه، في معركة، يرتدي لباسه صباحًا، يتبادل السخرية مع عدو، يصبح أخَ دمٍ لبطل آخر، ويطلب الرحمة. قد يستخدم المغنون سردهم لهذه المشاهد في العديد من أغانيهم، مدخلين عناصر مختلفة في أغنية تلو الأخرى. تشتمل موضوعات الكثير من البيلينات على ولادة بطل وطفولته، عراك الأب وابنه، مقاتلة وحش، عودة البطل المسجون أو العازف عن القتال في الوقت المناسب لإنقاذ مدينته، ترتيب زيجة أو أخذ عروس، زوج يصل إلى زفاف زوجته ويواجه مشعوذة تحول الرجال إلى حيوانات. امتزجت المعتقدات المسيحية والأفكار قبل المسيحية من سحر ووثنية في البيلينات، فعلى سبيل المثال، قد يظهر قديسون ليدافعوا عن أشخاص فانين ضد قوى الظلام.